# Ballo ballo (film)
Ballo ballo (Explota Explota) è un film del 2020 diretto da Nacho Álvarez.
Il film, una commedia musicale italo-spagnola, si basa sulle canzoni della cantante italiana Raffaella Carrà ed è stato prodotto da RTVE, RAI Cinema, Tornasol Films, El Sustituto Producciones AIE e Indigo Film.
È stato distribuito in Spagna il 2 ottobre 2020 dalla Universal Pictures International Spain, rimanendo nelle sale tre settimane e incassando più di 483.000 euro contro la previsione di 2,9 milioni; le cause del basso incasso sono imputabili alla pandemia da COVID-19.
In Italia è disponibile sulla piattaforma di streaming online Prime Video a partire dal 25 gennaio 2021.
Il film contiene l'ultima apparizione di Raffaella Carrà, deceduta due anni dopo le riprese, il 5 luglio 2021.

## Trama
Il film è ambientato in Spagna durante gli anni Settanta, periodo storico molto difficile per costumi e cultura, spesso attaccati dalla censura del regime franchista. Maria è una ragazza spagnola che, dopo aver lasciato il suo fidanzato Massimiliano sull'altare a Roma, decide di tornare nella sua terra natìa. A Madrid incontra Amparo, uno spirito libero che lavora all'aeroporto: la giovane va a vivere insieme a lei e inizia a lavorare come hostess di terra.
Per riconsegnare una valigia a un passeggero di nome Pablo, si ritrova agli studi televisivi della RTVE; lì la ragazza riesce a coronare uno dei suoi sogni ed entra nel corpo di ballo di un noto programma televisivo, "Le Sere di Rosa". Maria rincontra Pablo e se ne innamora perdutamente, ma lui è il figlio del censore della rete televisiva, Celedonio, un uomo anziano, franchista e contrario a qualsiasi cambiamento. Maria non è molto d'accordo con la censura e teme che Pablo segua le idee paterne. Con lei scopriremo che anche il sogno più difficile da realizzare può divenire realtà. Il tutto sarà accompagnato dalle canzoni di Raffaella Carrà.

## Produzione

### Cast
- Ingrid García-Jonsson: Maria
- Verónica Echegui: Amparo
- Fernando Guallar: Pablo
- Fran Morcillo: Luca
- Fernando Tejero: Chimo
- Carlos Hipólito: Ismael
- Natalia Millán: Rosa
- Giuseppe Maggio: Massimiliano

Il film vede anche un cameo di Raffaella Carrà durante la canzone finale Fiesta, nelle vesti di una passante.

## Colonna sonora
Le seguenti canzoni sono presenti nel film in ordine di apparizione:
- Adiós Amigo
- Tuca Tuca
- Ballo ballo
- Tanti auguri
- Caliente Caliente
- Male
- Luca
- 53 53 456
- A far l'amore comincia tu
- Rumore
- Maria Marì
- Con te
- Fiesta

La canzone dei titoli di coda è la versione spagnola di A far l'amore comincia tu (En el amor todo es empezar) remixata dalla cantante Ana Guerra.
Per la distribuzione in Italia le canzoni sono state interamente doppiate utilizzando le rispettive versioni italiane già esistenti, comportando a volte squilibri tra la corrispondenza dell'immagine e del testo, oltre a un problema di sincronizzazione labiale.

## Distribuzione
Oltre ad essere disponibile su Prime Video a partire dal 25 gennaio 2021, il film è stato trasmesso in chiaro su Rai 1 nella prima serata del 4 settembre 2021, in seguito ad una puntata speciale di Techetechete’ dedicata alla Carrà, in omaggio all’artista scomparsa 2 mesi prima, ottenendo il 9,3% di share. In Italia, il film è stato replicato poi il 21 maggio 2022 in prima serata sul canale Rai Movie. 
Oltre ad essere uscito nelle sale cinematografiche nell’ottobre 2020, in Spagna il film è stato mandato in onda (nella versione originale) il giorno 3 luglio 2022 in prima serata sul canale nazionale La 1 in occasione del primo anniversario dalla scomparsa di Raffaella Carrà. 

## Accoglienza

### Critica
Davide Rossi, sul blog Orrore a 33 giri, esprime un giudizio molto negativo nei confronti del film: in primis stigmatizza la recitazione della protagonista, Ingrid García-Jonsson, giudicata tra l'altro inadeguata per le scene di ballo; in secondo luogo, biasima la fotografia considerandola quasi fastidiosa per via del colori accesissimi che produce; poi critica la presenza di troppi cliché e luoghi comuni nella storia (ad esempio, tutti gli italiani vanno in giro in Vespa); infine, il tutto viene peggiorato dal carente doppiaggio italiano «che non si preoccupa minimamente di andare a tempo col labiale originale».

## Riconoscimenti
- 2020 – Premios Feroz
  - Candidatura al miglior trailer
  - Candidatura alla miglior attrice non protagonista a Verónica Echegui
  - Candidatura alla migliore colonna sonora originale a Roque Baños
- 2021 – Premio Goya
  - Candidatura alla miglior attrice non protagonista a Verónica Echegui